# 藤田信之
藤田 信之（ふじた のぶゆき、1940年10月4日 - ）は、京都府出身の陸上競技指導者。「F・R・A 藤田ランニングアカデミー」の監督。

## 経歴

### 選手時代
1956年（昭和31年）、京都府立洛北高等学校に入学。同高校在学中に陸上競技部に入部し、当時の同部顧問だった塩尻安吉の指導の下、専ら中距離選手として活躍していた。その一方で、同高校に於ける冬の風物詩とされた校内耐寒マラソンに於いては驚異的な走りっぷりを見せていたという。
洛北高校を卒業後、一度は京都市職員として就職するも陸上競技指導者を目指すべく退職。トレーニングと勉学に励む日々を送る中、日本レイヨン（現ユニチカ）の陸上競技部から声がかかり、急遽同社チームの一走者として第4回全日本実業団駅伝に出場、同社チームは第5位の成績を残す。その後、そのまま同社宇治工場勤務となり、仕事と両立させながら、第6回実業団駅伝にも第4区走者として出場するなど、一定の成果を残したが、27歳の時に結婚を機として現役を退いた。

### 指導者になって
1968年（昭和43年）、日本レイヨン〔1969年（昭和44年）10月以降「ユニチカ」〕陸上競技部のコーチ（女子選手担当）に就任し、指導者としてのスタートを切る。当時指導した選手の一人が、中距離で多くの日本記録を樹立した河野信子だった。1972年には同部監督に就任、1986年まで在籍した。以降、ワコール（1986年6月～1998年10月）、グローバリー（1999年3月～2005年11月）、シスメックス（2005年12月～2010年10月）の各陸上競技部監督を歴任。その間に指導する選手が400mからマラソンまでの全ての種目で日本記録を更新するなど、女子中長距離のレベルアップに貢献している。
1992年のバルセロナオリンピックには女子10000m、1996年のアトランタオリンピックには女子マラソンで、真木和を2大会連続で五輪に出場させた。さらに、2004年のアテネオリンピックでは、女子マラソンにおいて、野口みずきに五輪の金メダルを獲得させた。この快挙は、長年に亘る指導実績が結実したものであり、その指導力は高く評価されている。
2006年3月に、次世代の選手育成プロジェクトである「F・R・A 藤田ランニングアカデミー」を開始。2010年10月に、シスメックス女子陸上部の監督を副監督の広瀬永和に引き継ぎ、自らは顧問となる。2011年9月30日には、シスメックス女子陸上部顧問を退任。